# Aspindza (gmina)
Aspindza (gruz. ასპინძის მუნიციპალიტეტი) – gmina w regionie Samcche-Dżawachetia w Gruzji. Siedzibą administracyjną jest osiedle typu miejskiego (daba) Aspindza. Rejon zamieszkuje 10 372 osób (2014), a jej powierzchnia wynosi 825 km².
Według danych z 2014 roku gminę zamieszkiwali w 86,4% Gruzini i w 13,3% Ormianie.